# Laccophilus intermedius
Laccophilus intermedius är en skalbaggsart som beskrevs av Régimbart 1889. Laccophilus intermedius ingår i släktet Laccophilus och familjen dykare. Inga underarter finns listade i Catalogue of Life.